# Drátěnka (rošt)
Drátěnka je rošt z drátěného pletiva, který tvoří podklad slamníku nebo matrace v kovové posteli.
Existuje jich řada různých typů, některé nábytkářské firmy se dnes snaží i tento předmět inovovat a modernizovat.